# Arma incendiaria

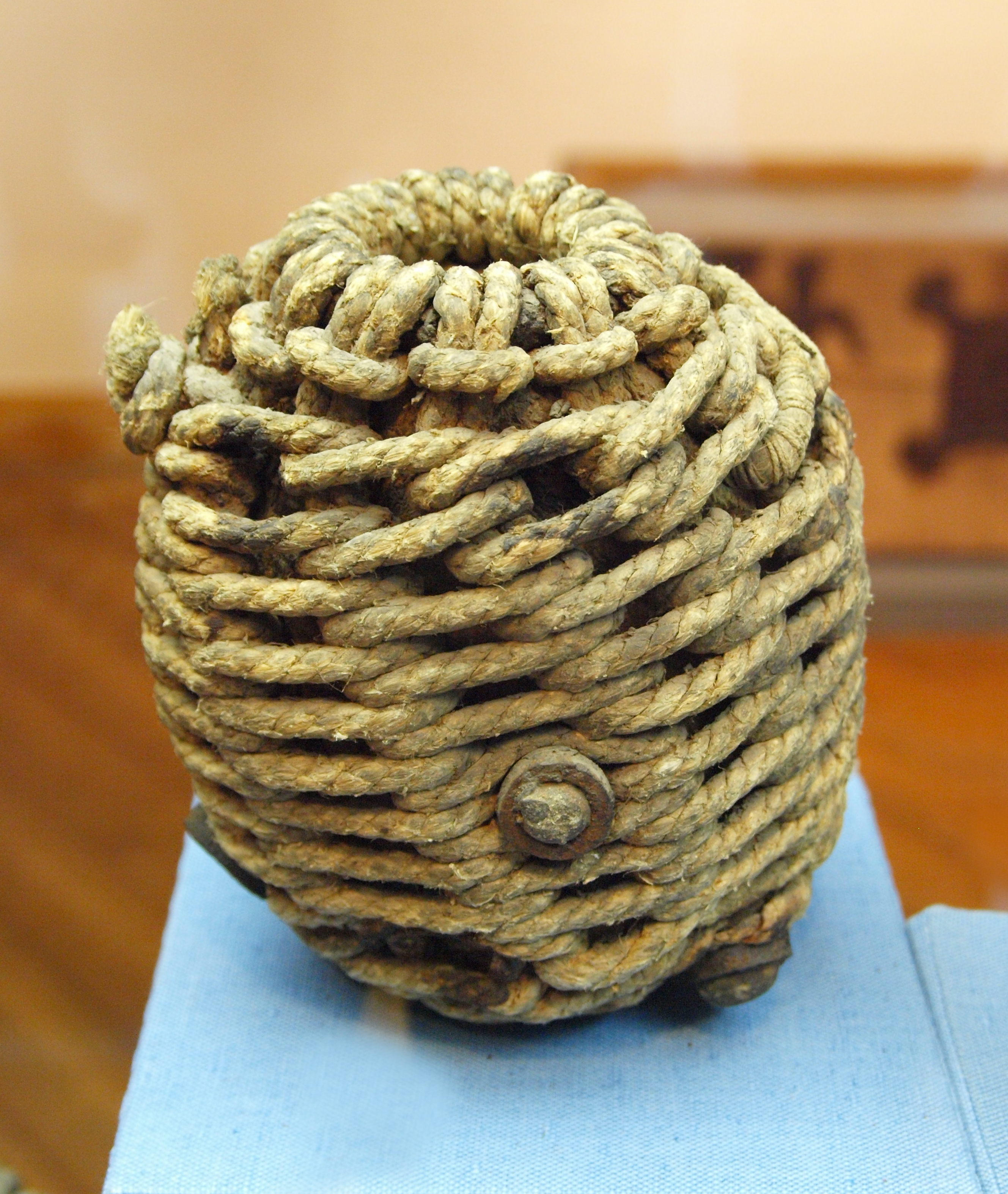
Una carcasa del siglo XVII, museo de Veste Coburg, Alemania.

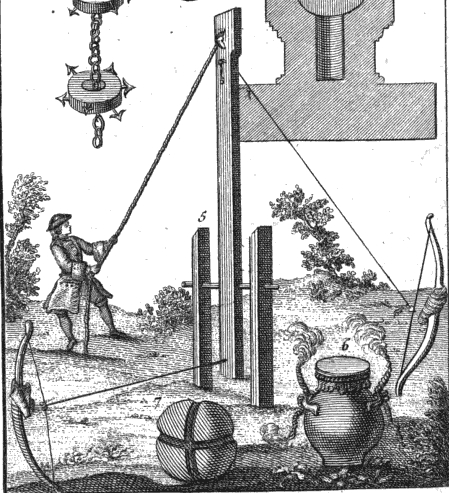
Grabado de diversos modelos de armas incendiarias, 1745.

Las armas incendiarias o artificios incendiarios, son aquellas armas cuyo efecto característico se basa en el uso de sustancias incendiarias en combate tales como: napalm, termita, trifluoruro de cloro o también fósforo blanco. Las armas incendiarias se usan para eliminar al personal (ubicado a campo abierto o en refugios), para destruir equipos sensibles, materiales, edificios, cultivos y bosques, así como para crear incendios en un área de hostilidades.
A pesar de que muchas veces son llamadas "bombas", en realidad tienen un método de operación casi inverso, que retrasa la reacción de combustión para conseguir el efecto deseado, en lugar de acelerarla para obtener una detonación.
Se han utilizado varios tipos de dispositivos incendiarios desde tiempos antiguos. El fuego griego, empleado por el Imperio Bizantino, es un excelente ejemplo, siendo la causa de muchas victorias navales.

## Historia

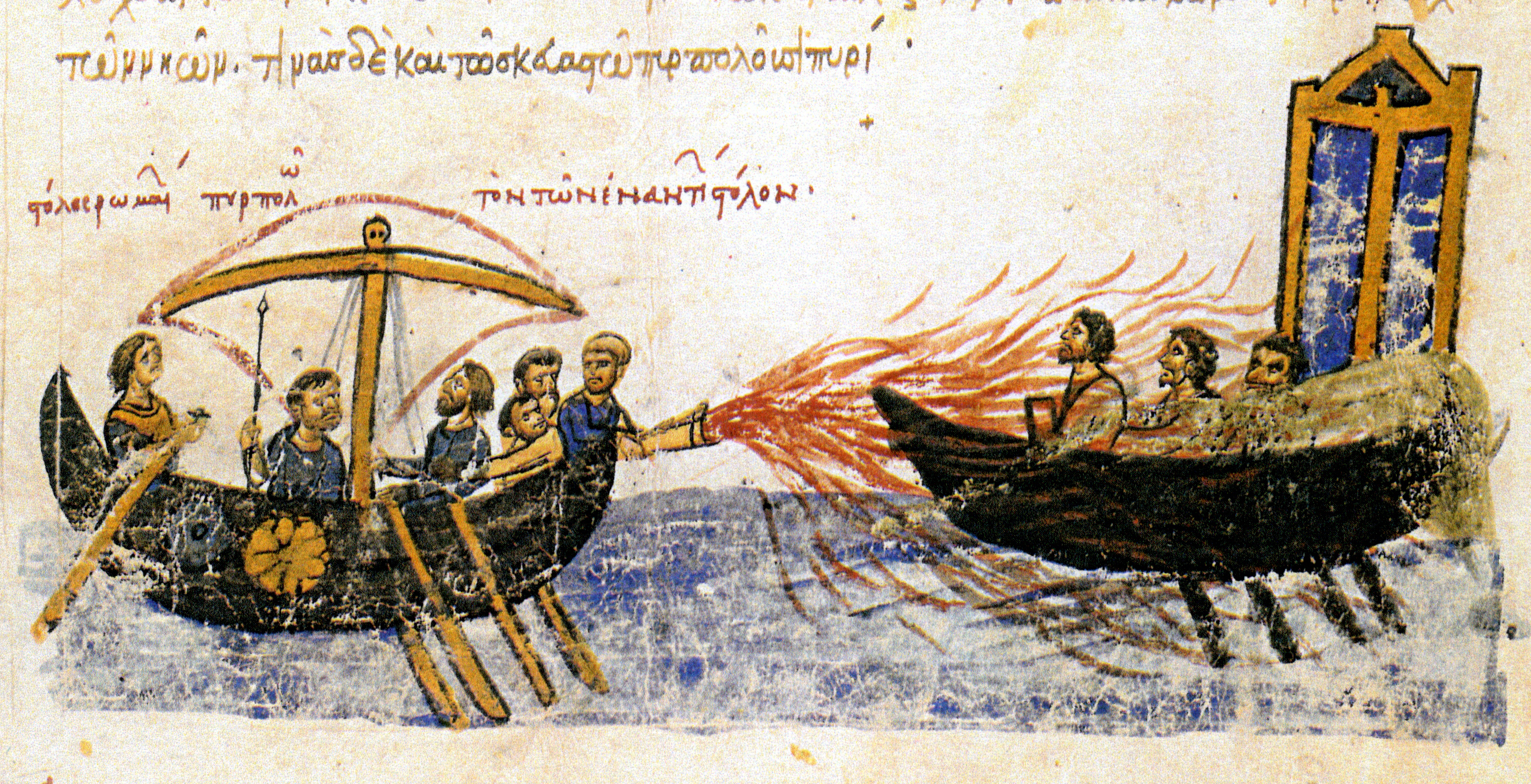
Uso del fuego griego. Miniatura de la crónica madrileña de Juan Escilitzes.

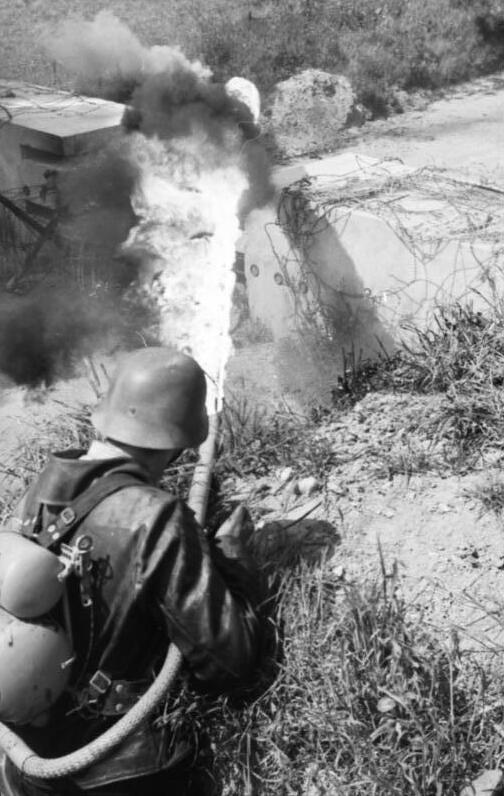
Soldado alemán disparando su lanzallamas, 1944.

Uno de los primeros tipos de artificio incendiario conocidos desde la antigüedad es el fuego griego.
Las municiones incendiarias se usaron ampliamente durante la Primera Guerra Mundial y especialmente en la Segunda Guerra Mundial. En algunas incursiones de bombardeo de 1944, hasta un millón de bombas incendiarias fueron lanzadas durante la noche, lo que representó el 80-100% de la carga de bombas de aviones. El bombardeo de las ciudades de Dresde y Hamburgo causó bajas comparables a los efectos del uso de armas atómicas en Hiroshima y Nagasaki .
Según los cálculos de los especialistas estadounidenses, hasta el 70% de la destrucción urbana y los daños se debieron al uso de medios incendiarios. Se usaron artificios incendiarios en grandes cantidades en las guerras de Corea y Vietnam. Así, en seis años (de 1965 a 1971), los aviones estadounidenses lanzaron alrededor de 1,700 mil toneladas de bombas incendiarias en Indochina, destruyendo miles de localidades.
En los últimos años de la guerra de Vietnam, las bombas incendiarias representaron casi el 40% del número total de armas de aviación utilizadas con el apoyo directo de las fuerzas terrestres, y en algunas operaciones se llevaron a cabo para crear incendios masivos en las áreas de concentración y movimiento de tropas que representaron hasta el 70% de la carga total de bombas de la aeronave.

## Factores dañinos
Los principales factores perjudiciales de los artificios incendiarios son la energía térmica liberada durante su uso y los productos de combustión que son tóxicos para los seres humanos. Estos factores se manifiestan en el objetivo desde unos pocos segundos hasta varios minutos de la aplicación de un artificio incendiario. Posteriormente, hay factores denominados daños secundarios que son consecuencia de incendios emergentes. El tiempo de duración de su acción puede ser desde varios minutos y horas hasta días y semanas.
El sorprendente efecto de las armas incendiarias en las personas se manifiesta de las siguientes formas:
- quemaduras en la piel, tanto cuando las sustancias encendidas entran en contacto con la piel del cuerpo o en uniformes, y como resultado de la acción de la radiación térmica en la zona de fuego continuo;
- quemaduras de la membrana mucosa del tracto respiratorio, con el posterior desarrollo de edema y asfixia al inhalar aire muy caliente, humo;
- la incapacidad de continuar respirando (falta de oxígeno) debido al agotamiento del oxígeno en la atmósfera de estructuras cerradas (refugios) y la muerte de personas;
- la exposición a productos tóxicos de la combustión de sustancias incendiarias y materiales combustibles (óxido de carbono y dióxido de carbono, humo y otros). Cuando el contenido de carbono en el aire es de 1% - muerte casi instantánea.

Además, las armas incendiarias pueden tener un fuerte impacto moral y psicológico en las personas, lo que reduce su capacidad para resistir activamente el fuego.
Las armas y equipos militares tradicionales se ven fuertemente afectados, principalmente debido a la ignición y la combustión de los materiales, la fusión y la pérdida de resistencia de los elementos de su diseño. El mayor peligro para estos objetos es la presencia de depósitos con combustible (tanques, botes, cisternas, etc.) que pueden encenderse y explotar. Los incendios en ciertos lugares del equipo militar, aunque no pueden ser tan grandes como los incendios en áreas pobladas y bosques, pero debido a las fugas de combustible y las explosiones, son muy peligrosos para el personal en o cerca de los equipos.

## Acuerdos internacionales
En 1972, según la conclusión de una comisión especial de la ONU, las armas incendiarias fueron asignadas condicionalmente a armas de destrucción masiva. Dicha decisión se tomó sobre la base de estudiar la experiencia del uso en combate de los artificios incendiarios y su alta efectividad en su operación como objetos peligrosos.
De acuerdo con la Convención sobre la prohibición o restricción del uso de armas convencionales específicas que pueden considerarse que causan daños excesivos o efectos indiscriminados, adoptada en 1980 por la ONU, Protocolo 3 «sobre la prohibición o restricción del uso de armas incendiarias», artículo 2, el Estado Español aprobó este protocolo el 29 de diciembre de 1993 lo siguiente:
- Está prohibido el uso de armas incendiarias contra civiles;
- Está prohibido el uso de armas incendiarias en el aire contra instalaciones militares áreas donde se concentran civiles y el uso de otros tipos de armas incendiarias en dichos lugares está regulado;
- Está prohibido convertir los bosques en un objeto de ataque con la ayuda de armas incendiarias, excepto en los casos en que los bosques se utilicen para albergar instalaciones militares o combatientes.

El Protocolo 3 no incluye los siguientes tipos de armas como incendiarias:
- Armas cuyo efecto incendiario es aleatorio, como cargas de iluminación, trazadores, sistemas de humo y señales.
- Municiones destinadas a la destrucción combinada por una explosión o fragmentos con un efecto incendiario adicional, como equipado con bombas explosivas y proyectiles explosivos; cuando se usa contra objetivos militares como vehículos blindados, aviones, instalaciones, estructuras.

## Aplicación
Basados en la experiencia del uso de armas incendiarias de guerras pasadas, los expertos militares de la OTAN creen que las armas incendiarias se usarán al realizar las siguientes tareas operativas y tácticas: obtener la superioridad aérea destruyendo aviones, personal de vuelo y técnico en aeródromos, instalaciones de aeródromos, depósitos de municiones y combustible, así como estaciones de radar; aislamiento de áreas de combate (en nudos ferroviarios y trenes, convoyes, concentraciones de tropas y equipo militar, así como la creación de incendios masivos en las rutas de movimiento de tropas); apoyo directo a las fuerzas terrestres (ataques contra las formaciones de batalla de las tropas, los sitios de lanzamiento de misiles, los emplazamientos de la artillería y varias instalaciones defensivas).
Actualmente, en algunos países, la investigación continúa mejorando las armas incendiarias, lo que, a su vez, determina el creciente papel de la protección contra ellas.

### Uso moderno de medios sencillos
En algunos conflictos de la actualidad, se han usado medios incendiarios sencillos (como cometas incendiarias y globos incendiarios) con el fin de producir incendios en los campos de cultivo enemigos, en lo que se conoce actualmente como agroterrorismo. Estos métodos tienen como objetivo menos el causar bajas humanas y más el provocar daños al sector alimentario del enemigo y, en consecuencia, a su economía, medioambiente y estado de ánimo.

## Variantes
- Lanza de fuego
- Lanzallamas
- Fuego griego
- Cóctel Molotov
- Napalm
- Pen Huo Qi (antiguo lanzallamas chino)
- Carcasa (proyectil)

## Galería

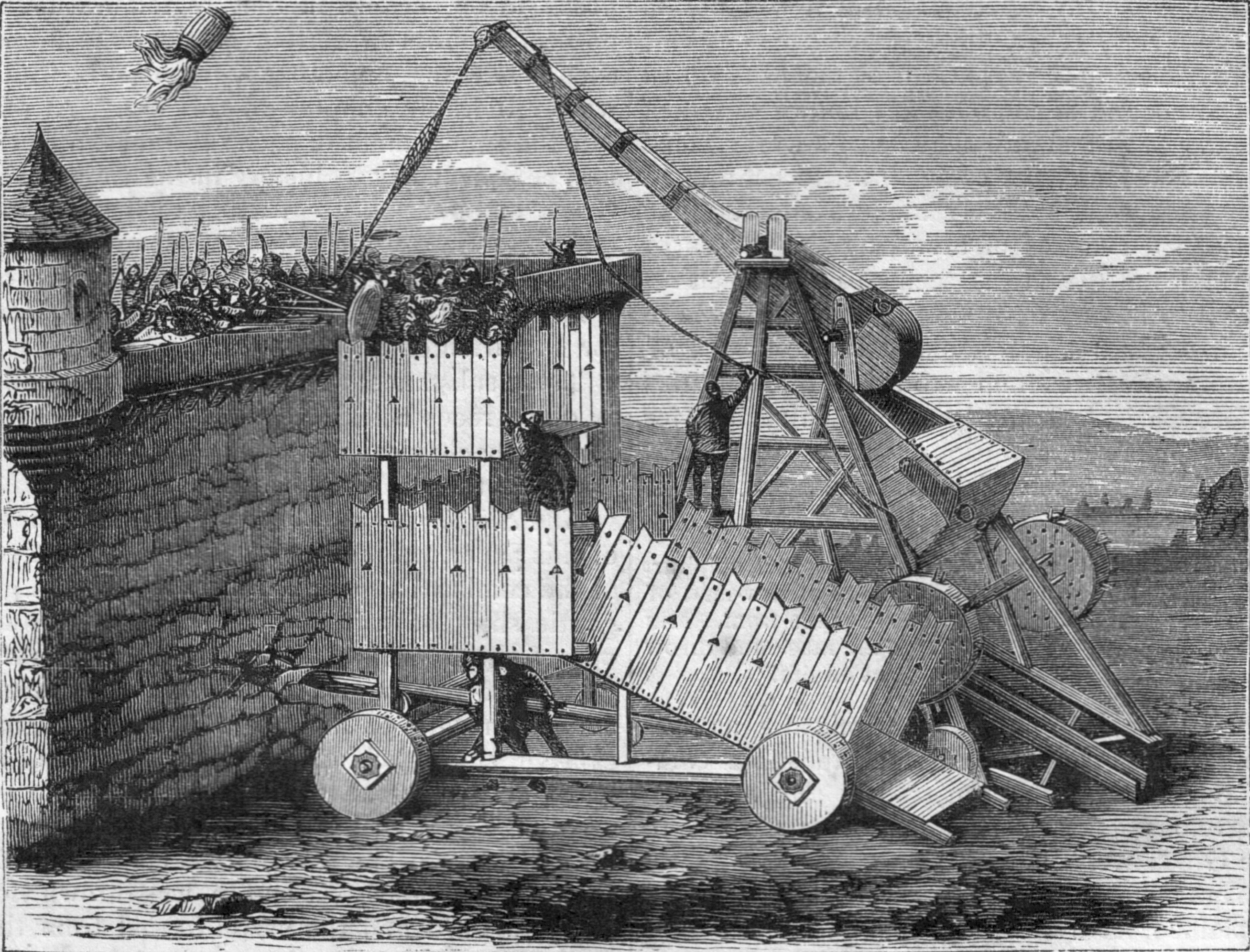
Catapulta lanzando barriles de "fuego griego" durante el asedio de una fortaleza.
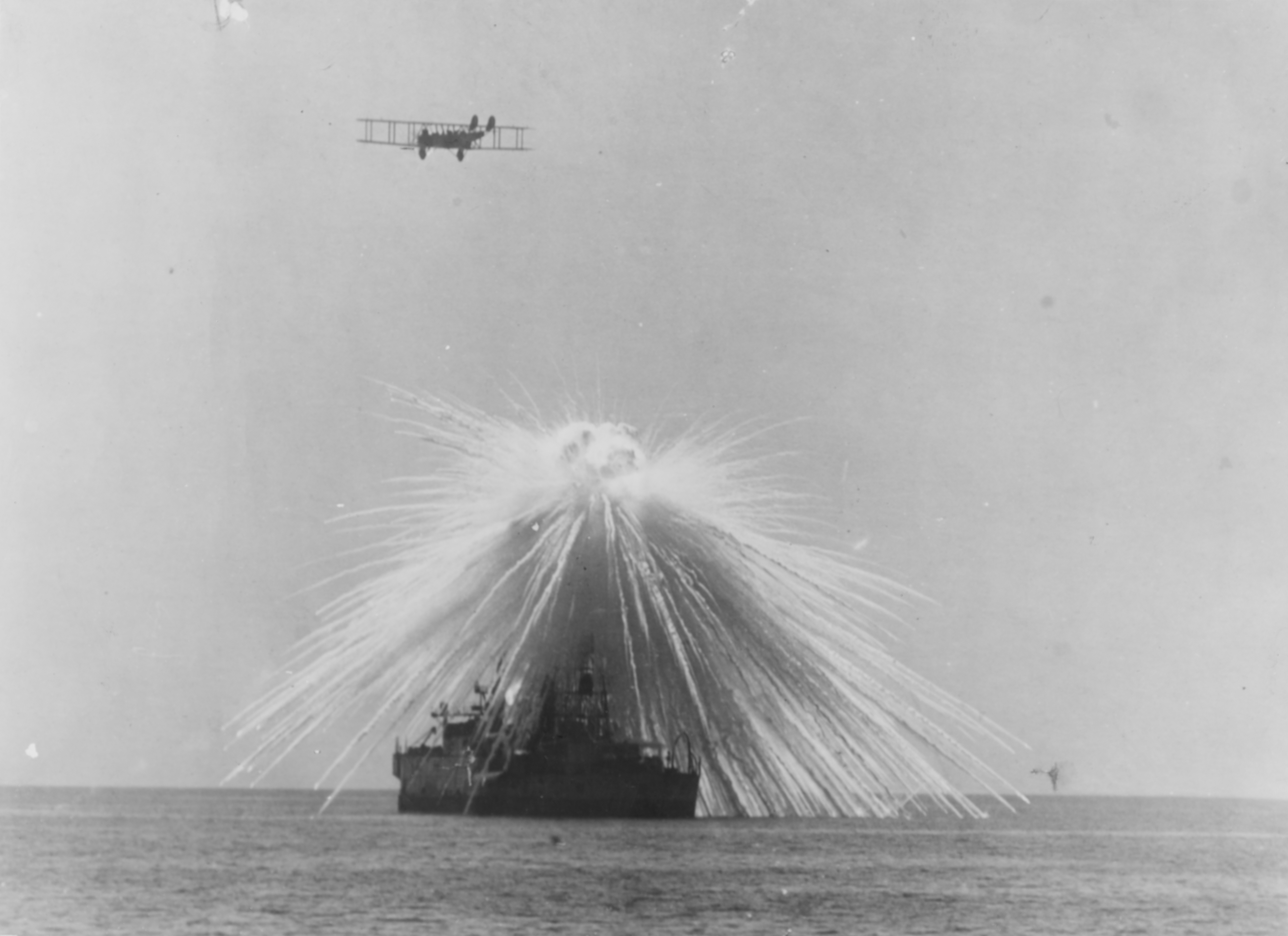
Prueba de armas incendiarias (explosión de bombas de fósforo) sobre el acorazado USS Alabama, 1921.
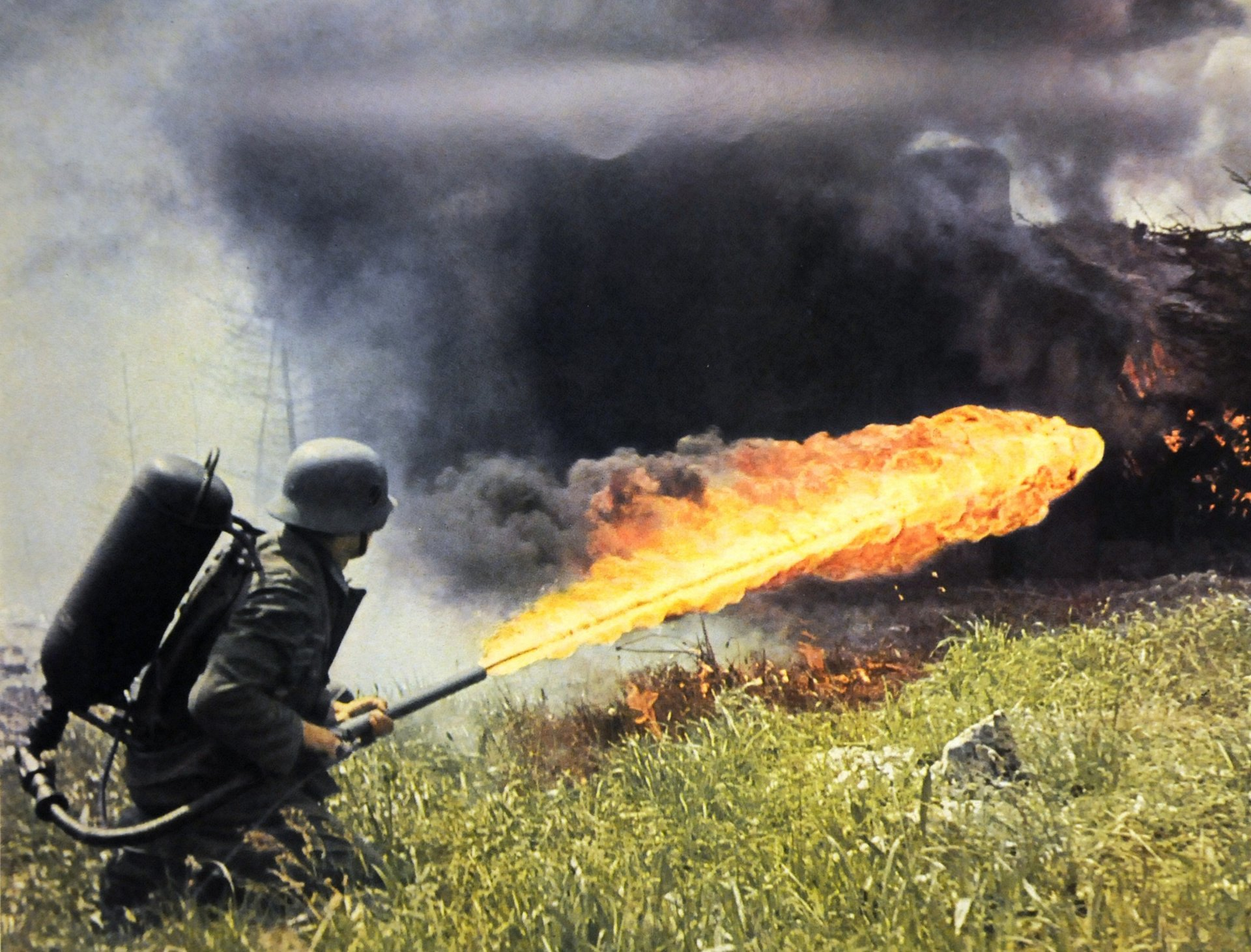
Soldado alemán empleando un lanzallamas durante la Operación Barbarroja.
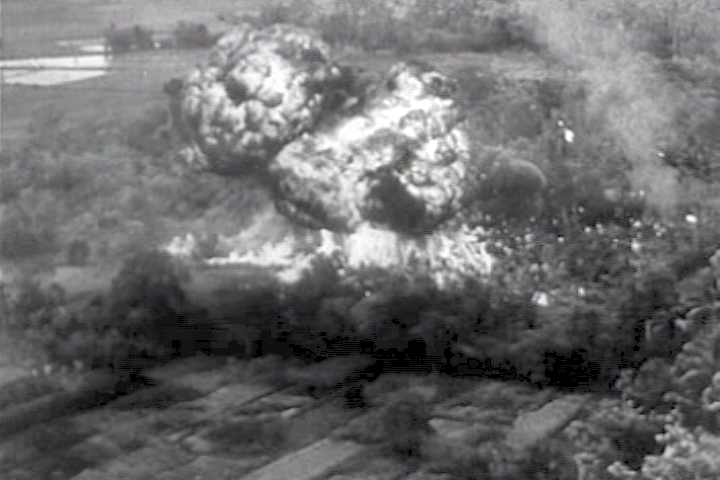
Lanzamiento de bombas de napalm por la Fuerza Aérea francesa durante la guerra de Indochina.
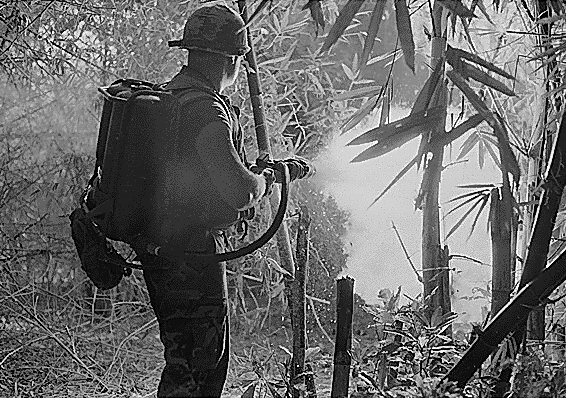
Soldado de la 23 División de Infantería estadounidense, empleando un lanzallamas en Vietnam.
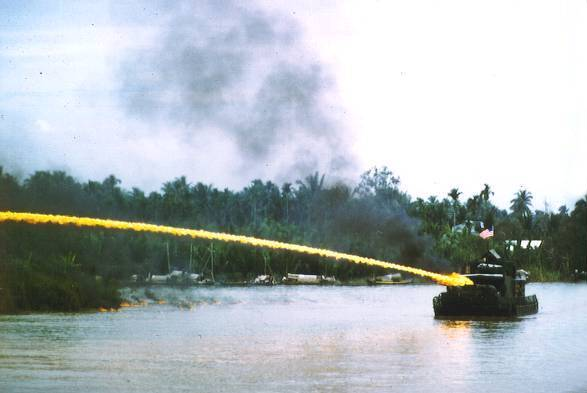
Monitor fluvial estadounidense lanzando napalm en Vietnam.
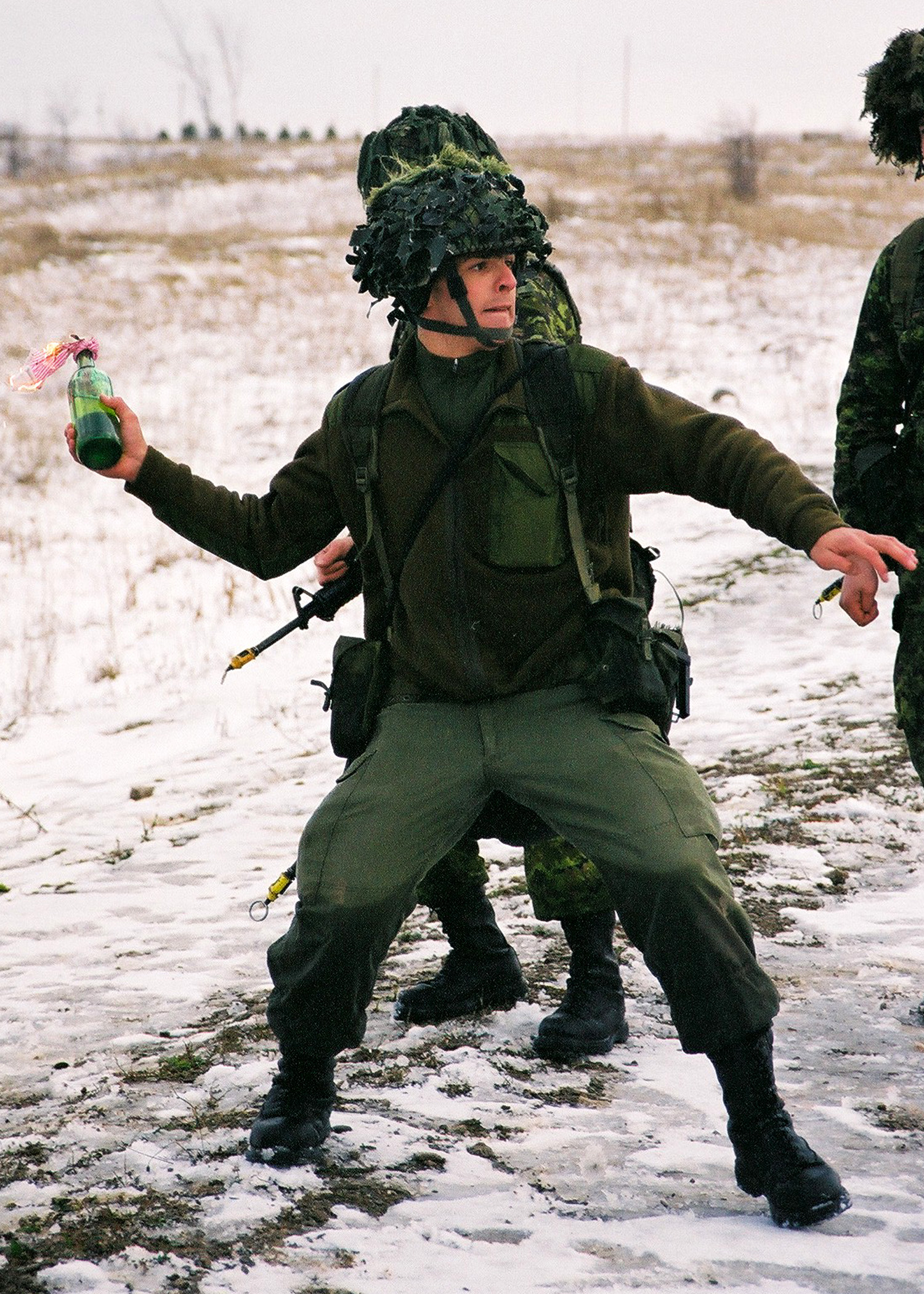
Soldado canadiense a punto de lanzar un "cóctel molotov".